# Campionati europei di pugilato dilettanti 2017
I Campionati europei di pugilato dilettanti maschili 2017 si sono svolti a Charkiv, in Ucraina, dal 16 al 24 giugno 2017. È stata la 42ª edizione della competizione biennale organizzata dall'organismo di governo europeo del pugilato dilettantistico, EUBC.

## Calendario
La tabella sottostante riporta il calendario delle competizioni
| Giugno | 16 | 17 | 18 | 19 | 20 | 21 | 22 | 23 | 24 |
| ------ | -- | -- | -- | -- | -- | -- | -- | -- | -- |
|        | C  |    |    |    |    | QF |    | SF | F  |

|  | Cerimonia di apertura |  | Preliminari, quarti, semifinali |  | FINALI |

## Medagliere
| Pos.   | Paese       | Oro | Argento | Bronzo | Totale |
| ------ | ----------- | --- | ------- | ------ | ------ |
| 1      | Ucraina     | 3   | 1       | 2      | 6      |
| 2      | Russia      | 2   | 2       | 1      | 5      |
| 3      | Inghilterra | 1   | 6       | 1      | 8      |
| 4      | Irlanda     | 1   | 0       | 2      | 3      |
| 5      | Armenia     | 1   | 0       | 0      | 1      |
| 5      | Bulgaria    | 1   | 0       | 0      | 1      |
| 5      | Germania    | 1   | 0       | 0      | 1      |
| 8      | Azerbaigian | 0   | 1       | 0      | 1      |
| 9      | Francia     | 0   | 0       | 2      | 2      |
| 9      | Italia      | 0   | 0       | 2      | 2      |
| 9      | Spagna      | 0   | 0       | 2      | 2      |
| 12     | Bielorussia | 0   | 0       | 1      | 1      |
| 12     | Croazia     | 0   | 0       | 1      | 1      |
| 12     | Ungheria    | 0   | 0       | 1      | 1      |
| 12     | Israele     | 0   | 0       | 1      | 1      |
| 12     | Lituania    | 0   | 0       | 1      | 1      |
| 12     | Moldavia    | 0   | 0       | 1      | 1      |
| 12     | Paesi Bassi | 0   | 0       | 1      | 1      |
| 12     | Polonia     | 0   | 0       | 1      | 1      |
| Totale | Totale      | 10  | 10      | 20     | 40     |

## Risultati[1]
| Categoria                   | Oro                | Argento                | Bronzo                                     |
| Pesi mosca leggeri (kg 49)  | Vasilii Egorov     | Galal Yafai            | Yauheni Karmilchyk Samuel Carmona          |
| Pesi mosca (kg 52)          | Daniel Asenov      | Niall Dean Farrell     | Dmytro Zamotayev Brendan Irvine            |
| Pesi gallo (kg 56)          | Peter McGrail      | Mykola Butsenko        | José Quiles Kurt Walker                    |
| Pesi leggeri (kg 60)        | Iurii Shestak      | Gabil Mamedov          | Calum French Pavlo Ishchenko               |
| Pesi superleggeri (kg 64)   | Hovhannes Bachkov  | Luke McCormack         | Mateusz Polski Evaldas Petrauskas          |
| Pesi welter (kg 69)         | Abass Baraou       | Pat McCormack          | Vasile Belous Ievgenii Barabanov           |
| Pesi medi (kg 75)           | Oleksandr Chyžnjak | Kamran Shakhsuvarly    | Zoltán Harcsa Salvatore Cavallaro          |
| Pesi mediomassimi (kg 81)   | Joe Ward           | Muslim Gadzhimagomedov | Valentino Manfredonia Damir Plantić        |
| Pesi massimi (kg 91)        | Evgenij Tiščenko   | Cheavan Clarke         | Paul Omba-Biongolo Roy Korving             |
| Pesi supermassimi (kg 91 +) | Victor Vykhryst    | Frazer Edward Clarke   | Maxim Babanin Djamili-Dini Aboudou-Moindze |